# Unternehmensrecht
Das Unternehmensrecht ist das Sonderprivatrecht der Unternehmen. Es regelt die Rechtsstellung des Unternehmens und umfasst Rechtsgebiete wie das Firmen- und Gesellschaftsrecht.  
Eine einheitliche Kodifikation des Unternehmensrechts gibt es weder in der Schweiz, in Österreich noch in Deutschland. In Österreich wurde jedoch das 1939 von Deutschland übernommene Handelsgesetzbuch (HGB) in ein Unternehmensgesetzbuch (UGB) übergeführt.

## Deutschland
In Deutschland wird das Unternehmensrecht als Querschnittsmaterie des Handels-, Arbeits-, Steuer-, Konzern-, Kartell- und Wettbewerbsrechts angesehen.

## Österreich
In Österreich ist das Unternehmensrecht hauptsächlich durch das Unternehmensgesetzbuch geregelt.

## Schweiz
In der Schweiz stützt sich das Unternehmensrecht weitgehend auf das bürgerliche Obligationenrecht.